# 舊魯德尼亞 (邵爾斯區)
51°48′44″N 31°43′8″E / 51.81222°N 31.71889°E
舊魯德尼亞（烏克蘭語：Стара Рудня）是位於烏克蘭北部切爾尼戈夫州裏科留基夫卡區的村莊，始建於1650年，面積0.9平方公里，海拔高度126米，2016年人口556，人口密度每平方公里993.3人。